# Guido Samson von Himmelstjerna

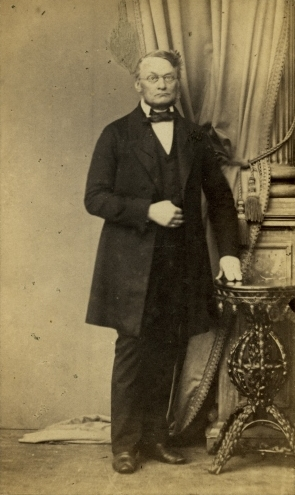
Guido Samson von Himmelstjerna

Hermann Guido Samson von Himmelstjerna (* 23. Januarjul. / 4. Februar 1809greg. auf Gut Korast, Gemeinde Kannapäh, Gouvernement Estland; † 18. Januarjul. / 30. Januar 1868greg. in Dorpat) war ein deutsch-baltischer Militärarzt und Hochschullehrer in Dorpat.

## Leben
Als Sohn des Gutsbesitzers Karl Hermann Christian Samson besuchte Samson das Gymnasium in Dorpat. Ab 1826 studierte er zunächst drei Jahre Rechtswissenschaft, dann bis 1832 Medizin an der Kaiserlichen Universität Dorpat. 1834 wurde er zum Dr. med. promoviert. Er war Mitglied der Livonia Dorpat (1826) und Ehrenmitglied der Curonia Dorpat (1858). Seine wissenschaftlichen Studien setzte er an der Friedrich-Wilhelms-Universität zu Berlin, der Julius-Maximilians-Universität Würzburg und der Universität Wien unter Carl von Rokitansky fort. 
1836 heiratete er in Würzburg die Tochter des königlichen Landrichters Peter von Welz. In seine Heimat zurückgekehrt, trat er zunächst in den Dienst der Marine. Er wurde am 12. April 1837 am Kalinkin-Hospital in St. Petersburg angestellt und machte in den folgenden Jahren kurze Seereisen. 
Im Juli 1842 siedelte er als Oberarzt des Alexander-Kadettenkorps nach Brest-Litowsk über. Am 28. Mai 1845 wurde Samson an der Universität Dorpat auf den neuen Lehrstuhl für Staatsarzneikunde berufen. Zugewiesen wurde ihm auch die klinische Ausbildung der zukünftigen Militärärzte, der er sich im Stadthospital widmete. Vom 21. Januar 1865 bis zu seinem Tode war er Rektor der Universität Dorpat. 
Kurz vor seinem 59. Geburtstag starb er im Amt. Er fand seine letzte Ruhestätte auf dem Friedhof Raadi kalmistu, der größten Begräbnisstätte der Stadt Dorpat. Dort ist sein Grab erhalten.

## Auszeichnungen
- Titel Wirklicher Staatsrat
- Orden des Heiligen Wladimir, 3. Klasse[5]
- Annenorden, 2. Klasse
- Sankt-Stanislaus-Orden, 2. Klasse mit der kaiserlichen Krone

## Werke

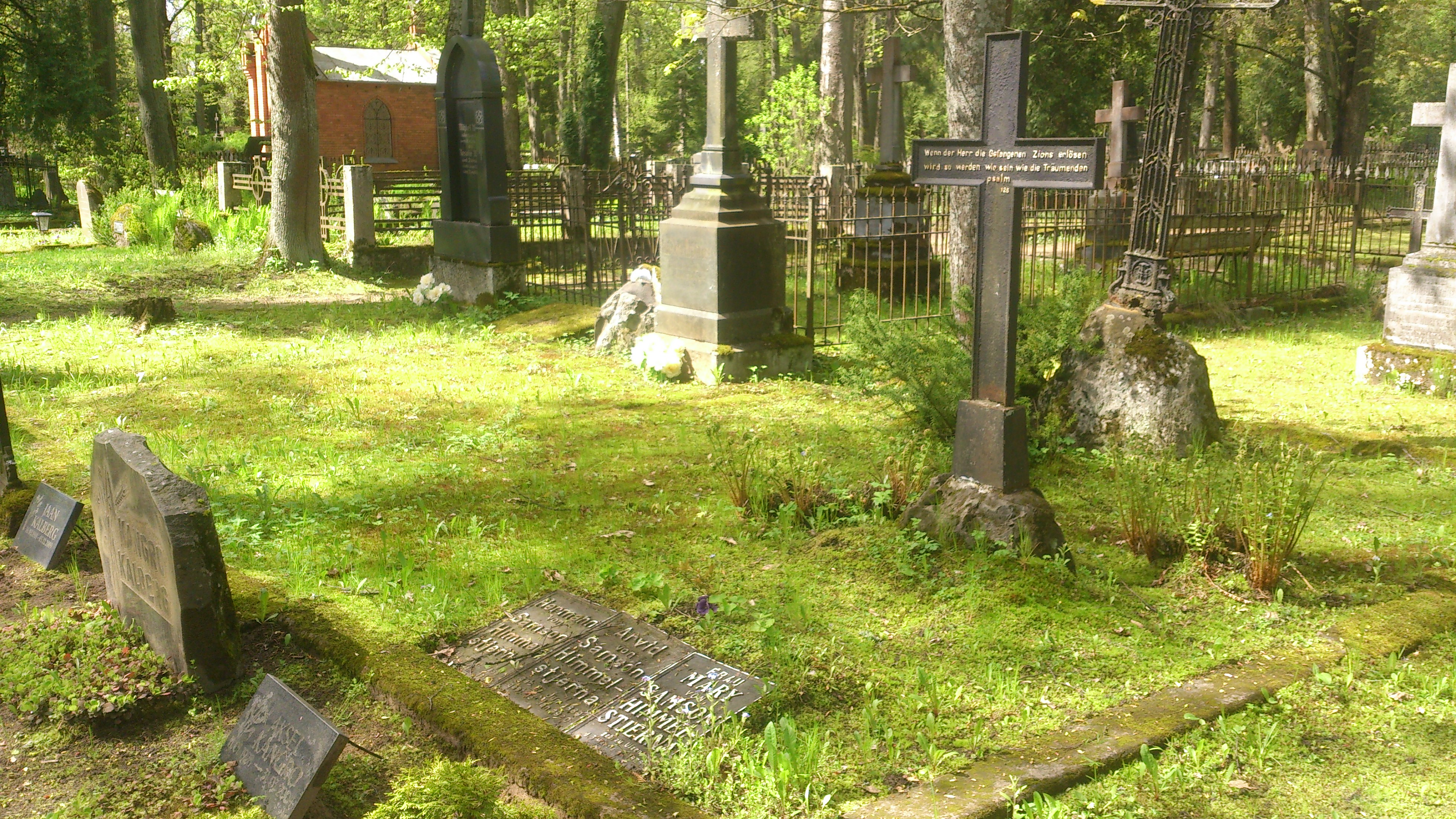
Samsons Grab in Tartu

- Beobachtungen über den Scorbut vorzüglich in pathologisch-anatomischer Hinsicht. Berlin 1843
- Mittheilungen aus dem praktischen Wirkungskreise des Professors der Staatsarzneikunde. Dorpat 1847, 1852, 1859[6]
- Ueber Spinalneurosen.  Med. Zeitung Rußlands 1844, Nr. 8
- Beobachtungen während einer Epidemie im Jahre 1840 zu Moskau. Häser’s Archiv, Bd. V, 1844
- mit Georg von Oettingen: Populäre Anleitung zur Pflege und Behandlung der unter der ländlichen Bevölkerung in den Ostseeprovinzen Rußlands insbesondere in Livland am häufigsten vorkommenden Augenkrankheiten. Mitau 1860